# John Isner
John Robert Isner (Greensboro, 26 aprile 1985) è un ex tennista statunitense.
Alto 208 cm per un peso di oltre 100 kg, era noto con il soprannome di Long John per la sua notevole statura. Professionista dal 2007 al 2023, ha vinto in carriera 16 titoli ATP in singolare, tra i quali spicca il Miami Open 2018, unico suo torneo Masters 1000. Il suo best ranking è stato l'8º posto in singolare raggiunto il 16 luglio 2018, anno in cui ha raggiunto la semifinale a Wimbledon. Si è distinto anche in doppio aggiudicandosi 8 tornei del circuito maggiore, tra i quali cinque Masters 1000, e raggiungendo la 14ª posizione mondiale nel luglio 2022. Al torneo di Wimbledon 2010, è stato protagonista e vincitore contro Nicolas Mahut del più lungo incontro di tennis della storia, durato 11 ore e 5 minuti.
Detiene il record di ace realizzati nel circuito maggiore (14.470), dopo aver superato il 1º luglio 2022 il precedente record di Ivo Karlovic ed essere diventato il primo tennista ad aver infranto la barriera dei 14.000 ace.
Nel 2016, in un match di primo turno di Coppa Davis, raggiunse i 253 km/h al servizio stabilendo il nuovo record di velocità alla battuta ufficialmente riconosciuto.

## Carriera

### Tornei universitari e juniores
Inizia a giocare a tennis a nove anni e si mette in luce per la prima volta come doppista nel 2002, arrivando alle finali di due importanti competizioni nazionali juniores. Nel 2003 si laurea campione nazionale juniores in doppio mentre in singolare arriva ai quarti di finale. Quell'anno entra nell'Università della Georgia per la quale disputa quattro stagioni nei campionati di college della NCAA, ottenendo diversi trofei e riconoscimenti come doppista e singolarista a livello nazionale e regionale nella Southeastern Conference. In quegli anni matura dal punto di vista mentale e potenzia molto il fisico, aumentando il peso di 18 kg.
Nei quattro anni di università viene nominato quattro volte All-American, vince il titolo nazionale di college tre volte in doppio e una volta in singolare nel 2006, anno in cui per alcune settimane diventa il nº1 della NCAA. L'ultima stagione guida la squadra universitaria a vincere due prestigiosi titoli nazionali a squadre, che gli valgono la nomina a giocatore dell'anno e la 2ª posizione in classifica NCAA quando lascia il college nel giugno 2007 per diventare professionista. Porta a termine gli studi con la laurea in Scienze della Comunicazione.

### Prime esperienze nei tornei professionistici
Nell'aprile del 2003 fa la sua prima apparizione nel tabellone principale di un torneo professionistico del circuito ITF all'U.S.A. F9 di Elkin (Carolina del Nord), perdendo al primo turno in singolare e in doppio. A fine agosto debutta agli US Open con una sconfitta al primo turno nel torneo di doppio. Il 24 luglio 2005 vince il primo titolo ITF in doppio al torneo U.S.A. F18 di Joplin (Montana), arrivando ai quarti in singolare. A settembre debutta nel circuito Challenger a Lubbock e batte al primo turno Michael Russell prima di essere eliminato dal futuro vincitore del torneo Ramón Delgado. In questi anni arriva al massimo in 713ª posizione in singolare e alla 708ª in doppio del ranking ATP.

### 2007: prima finale ATP, primo trofeo Challenger e prime vittorie in incontri del Grande Slam
Dopo avere terminato gli studi si dedica al professionismo, riparte dalla 839ª posizione del ranking e a inizio luglio del 2007 vince il primo torneo a cui partecipa al Futures U.S.A. F14. A fine mese conquista il primo titolo Challenger a Lexington superando in finale in tre set Brian Wilson. Subito dopo partecipa con una wild card al torneo ATP Legg Mason Tennis Classic di Washington e diventa il primo giocatore dell'era Open capace di vincere cinque partite consecutive al tie-break del set decisivo. Arriva in finale battendo nell'ordine Tim Henman, Benjamin Becker, Wayne Odesnik, il nº12 ATP Tommy Haas e in semifinale Gaël Monfils; perde quindi in due set la finale contro il nº5 del mondo Andy Roddick.

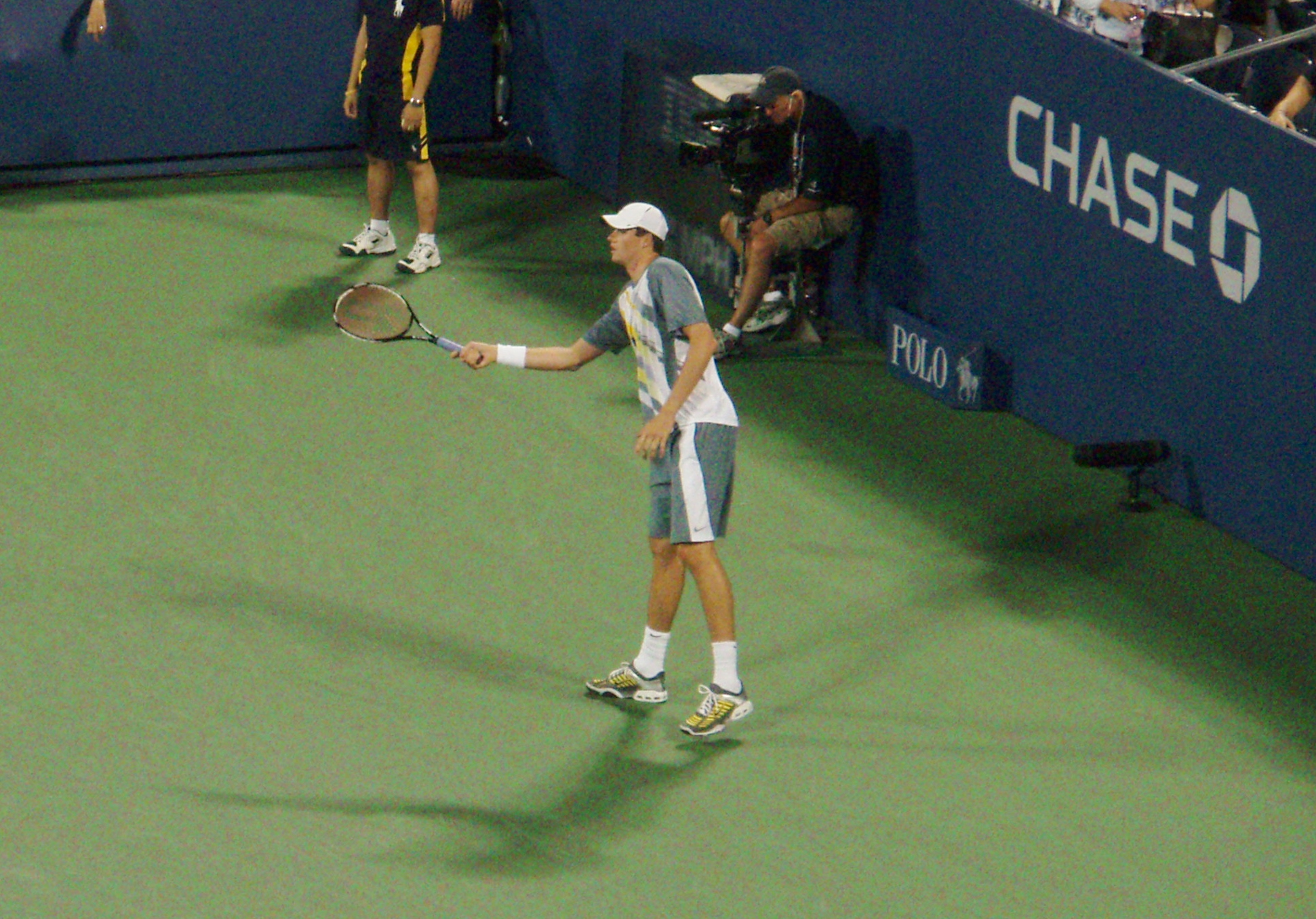
Isner agli US Open 2007

Con una nuova wild card debutta nelle Masters Series a Cincinnati perdendo al primo turno da David Ferrer, che lo supera anche al secondo turno a New Haven. All'esordio in singolare in un torneo del Grande Slam approda al terzo turno degli US Open e strappa il primo set al nº1 del mondo Roger Federer, che lo sconfigge con il punteggio di 7–6, 2–6, 4–6, 2–6. L'ultima parte della stagione gioca solo tornei Challenger nordamericani raggiungendo tre semifinali in singolare, che lo portano a fine anno al 106º posto mondiale, suo nuovo best ranking, con un balzo di 733 posizioni da luglio. Nello stesso periodo si aggiudica due tornei Challenger in doppio, raggiungendo a novembre la 220ª posizione ATP.

### 2008: top 100
All'inizio del 2008 debutta all'Australian Open e viene battuto al primo turno da Fabrice Santoro. Tre settimane dopo perde nei quarti al SAP Open di San Jose da Florent Serra dopo avere superato ancora una volta Tommy Haas, risultato che gli permette di entrare tra i primi 100 del mondo. A marzo vince a Indian Wells il suo primo incontro in un Masters superando in tre set Simone Bolelli prima di arrendersi al nº4 ATP Nikolaj Davydenko. A fine maggio debutta al Roland Garros con una sconfitta in cinque set da Juan Ignacio Chela. Il mese dopo fa il suo esordio a Wimbledon raccogliendo un'altra sconfitta al primo turno. Dopo essere arrivato all'81º posto del ranking ad aprile, con la sconfitta nei quarti a Washington e quella al primo turno degli US Open si ritrova al 144º. Chiude la stagione nei Challenger americani vincendo quello di Lubbock.
I risultati più significativi in doppio del 2008 sono gli ottavi raggiunti al Roland Garros in coppia con Sam Querrey, il titolo ATP a luglio a Newport e i quarti al Cincinnati Masters con Mardy Fish, che gli consentono di entrare nei top 100 del ranking.

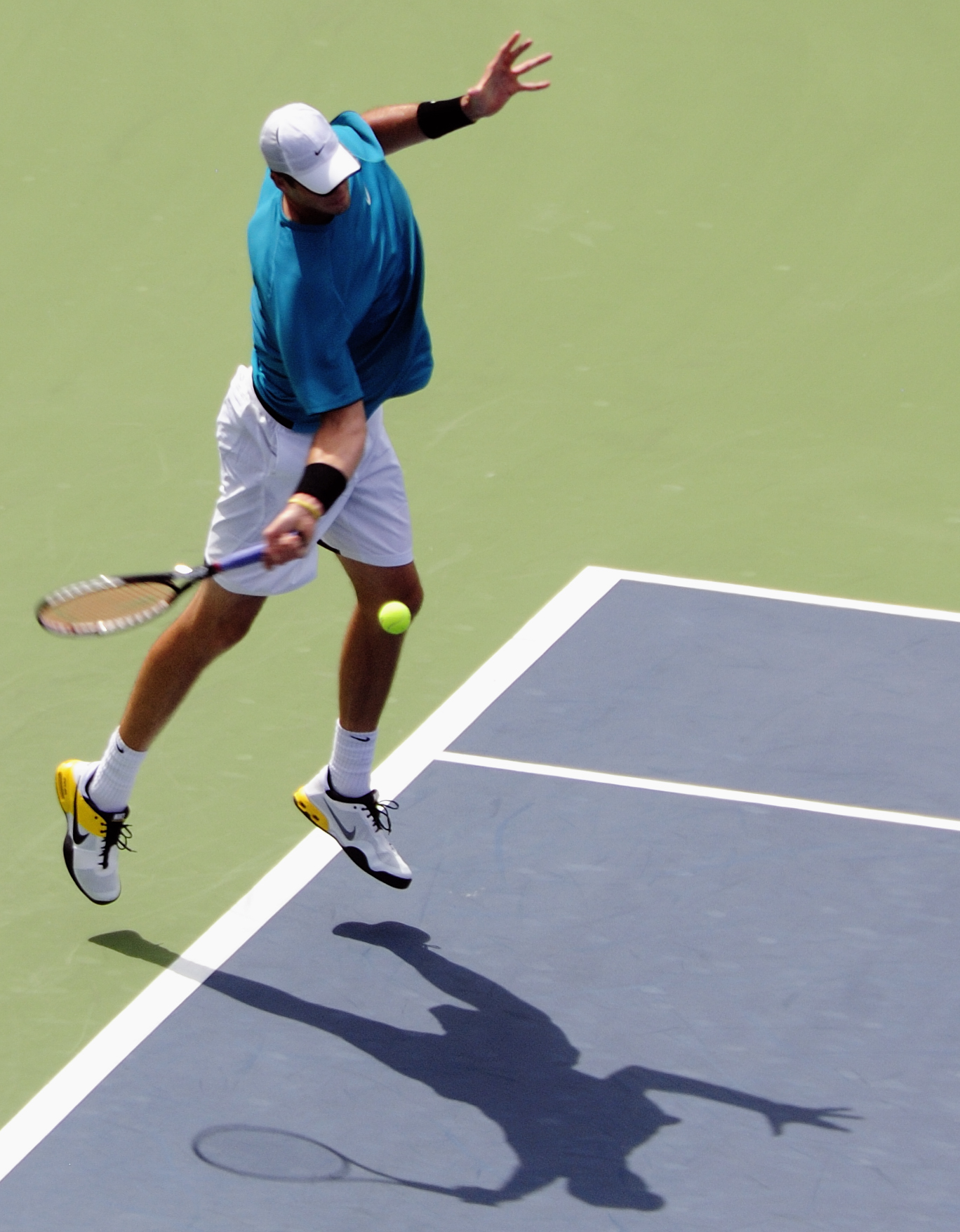
Isner agli US Open 2009

### 2009: top 40
A gennaio ad Auckland viene battuto nei quarti da Robin Söderling ed esce ancora al primo turno all'Australian Open, dove in coppia con Fish viene battuto nei quarti del torneo di doppio dai fratelli Bryan. A marzo supera per la prima volta un top 10 ATP sconfiggendo al secondo turno il nº9 Gaël Monfils, batte quindi Marat Safin prima di arrendersi con due tiebreak negli ottavi al nº6 Juan Martín del Potro. Raggiunge i quarti a Houston ad aprile e a maggio gli viene diagnosticata una mononucleosi che lo costringe a saltare il Roland Garros. Rientra dopo soli quaranta giorni e a luglio raggiunge nei tornei ATP la semifinale a Indianapolis e i quarti a Los Angeles. Viene eliminato in tre set da Roddick in semifinale al successivo torneo di Washington dopo avere superato al secondo turno il nº6 ATP Jo-Wilfried Tsonga.
Batte finalmente il nº5 ATP Roddick al terzo turno degli US Open dopo una partita equilibrata risoltasi al tiebreak del quinto set; al turno successivo si arrende al nº10 Fernando Verdasco. A fine torneo si trova al 39º posto in classifica, suo nuovo best ranking. Nonostante i modesti risultati di fine anno, conclude il 2009 al 34º posto ed è il terzo tennista statunitense alle spalle di Roddick e Sam Querrey. Scalzato dalla top 100 del doppio a luglio vi rientra a novembre grazie alla semifinale raggiunta a Vienna.

### 2010: primo titolo ATP, incontro più lungo nella storia del tennis e top 20
Isner inizia il 2010 vincendo al torneo di Auckland il suo primo titolo ATP in carriera battendo per 6–3, 5–7, 7–6 in finale Arnaud Clément. Vince il suo primo incontro in carriera all'Australian Open contro Andreas Seppi e viene eliminato negli ottavi da Andy Murray dopo avere superato Monfils. A febbraio perde in tre set la finale a Memphis contro Sam Querrey, assieme al quale vince il torneo di doppio. Il 5 marzo 2010 debutta in Coppa Davis superando in quattro set Victor Troicki nella sfida di Belgrado contro la Serbia valida per il primo turno del gruppo mondiale. Il giorno dopo vince in doppio in coppia con Bob Bryan e l'ultimo giorno viene battuto in cinque set dal nº2 ATP Novak Đoković; la Serbia si qualifica al secondo turno vincendo 3–2 e si aggiudicherà il trofeo per la prima volta sconfiggendo in finale la Francia. All'Indian Wells Masters esce negli ottavi per mano di Rafael Nadal e in semifinale nel doppio assieme a Querrey. Non va oltre il secondo turno in singolare alla sua prima esperienza agli Internazionali d'Italia, dove ancora in coppia con Querrey perde in semifinale dai fratelli Bryan. Subito dopo perde di nuovo da Querrey nella finale di Belgrado. Esce al terzo turno al Madrid Masters e al Roland Garros. A maggio migliora il best ranking in doppio salendo in 27ª posizione.

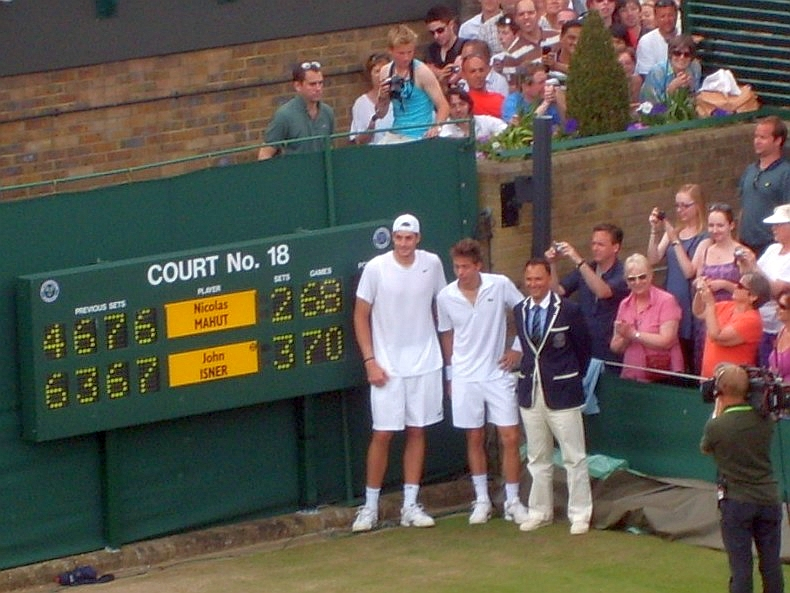
Isner, Mahut e il giudice di sedia Mohamed Lahyani dopo lo storico incontro a Wimbledon

Diventa famoso anche per avere giocato e vinto contro Nicolas Mahut il match più lungo della storia del tennis, iniziato il 22 giugno 2010 e terminato il 24 giugno dopo essere stato interrotto per due volte per oscurità. Si impone per 70 a 68 al quinto set dopo più di 11 ore di gioco. Il match supera i record stabiliti fino ad allora anche per il numero di game giocati e di ace serviti. Al secondo turno si arrende in tre set a Thiemo de Bakker e a fine torneo sale al 18º posto del ranking. Dopo tre settimane di riposo perde in finale contro Mardy Fish ad Atlanta, dove arriva in semifinale in doppio in coppia con James Blake. Agli US Open viene eliminato al terzo turno da Michail Južnyj e ad ottobre perde la semifinale a Pechino contro il nº2 ATP Đoković dopo essersi imposto nei quarti sul nº6 Nikolaj Davydenko. Negli ultimi tornei stagionali arriva ai quarti solo a Montpellier.

### 2011: due titoli ATP, quarti agli US Open e prima semifinale in un Masters 1000
Nella prima parte del 2011 non raccoglie grandi successi, dopo i quarti ad Auckland esce al terzo turno all'Australian Open. Ai Masters 1000 americani di marzo a Indian Wells e Miami arriva rispettivamente al terzo e al quarto turno. Ad aprile viene sconfitto in tre set in coppia con Querrey nella finale di doppio a Houston dai fratelli Bryan, identico risultato della semifinale al Madrid Masters. Sempre con Querrey si aggiudica il titolo di doppio agli Internazionali d'Italia approfittando del forfait in finale di Fish e Roddick. A maggio esce al primo turno del Roland Garros contro il nº1 del mondo Nadal facendosi rimontare un vantaggio di due set a uno; al torneo di Wimbledon viene eliminato al secondo turno.
Il 10 luglio vince il terzo titolo ATP in carriera a Newport superando Olivier Rochus in due set. Due settimane dopo perde in tre set la finale di Atlanta contro Mardy Fish. Ad agosto raggiunge la semifinale a Washington, non passa il secondo turno nei Masters 1000 di Montreal e Cincinnati e vince la finale a Winston-Salem contro Julien Benneteau, dopo avere sconfitto in semifinale Roddick. A settembre arriva per la prima volta ai quarti in una prova del Grande Slam agli US Open, venendo eliminato in quattro set da Andy Murray. Dopo una lunga pausa torna nel circuito uscendo al primo turno a Valencia. La settimana successiva perde contro Jo-Wilfried Tsonga la semifinale nel Masters 1000 di Parigi-Bercy, dopo avere superato nei quarti il nº5 David Ferrer.

### 2012: top 10, prima finale in un Masters 1000 e due titoli ATP

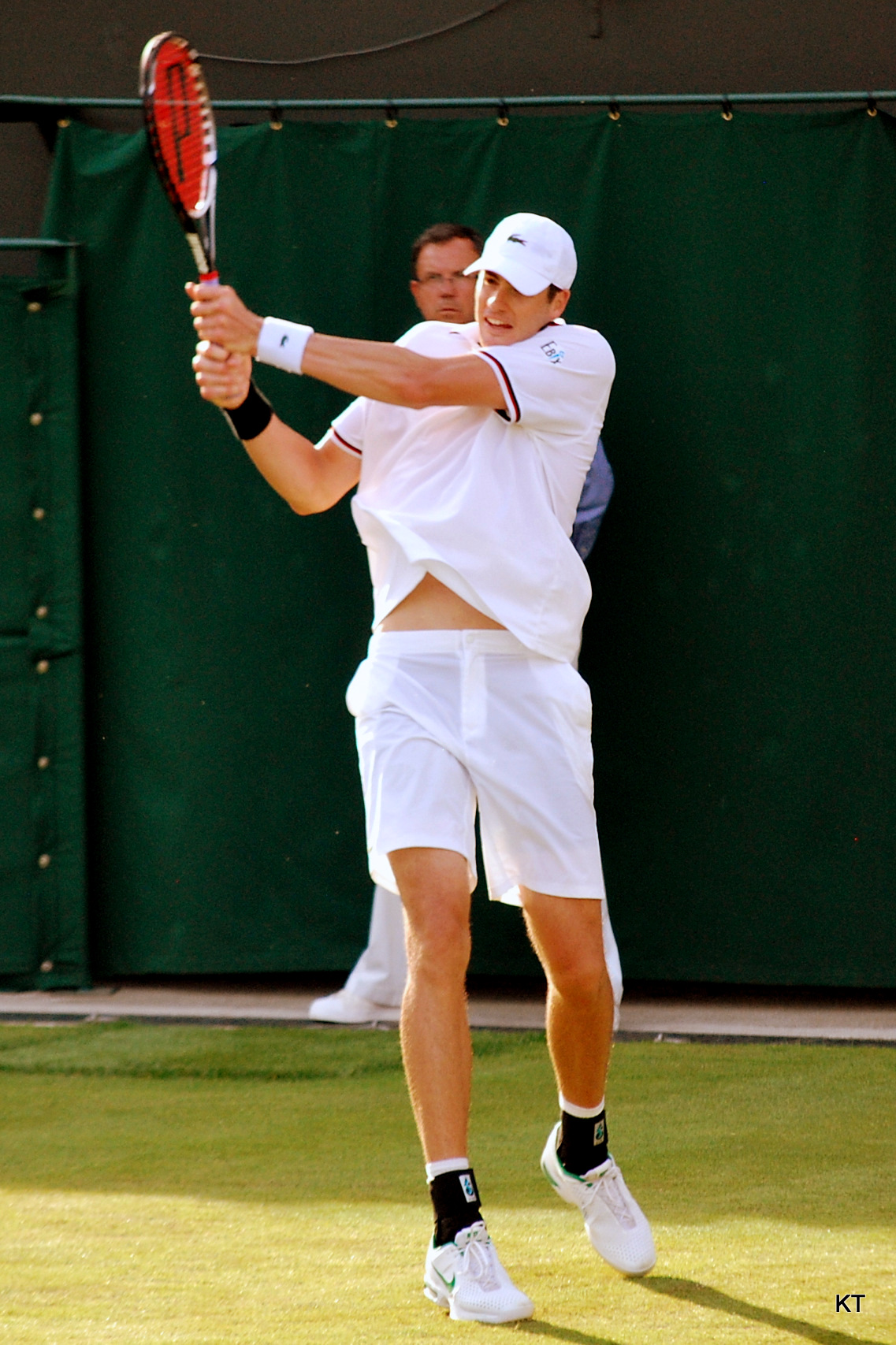
John Isner a Wimbledon 2012

Nel gennaio del 2012 viene eliminato di nuovo al terzo turno all'Australian Open. Il 10 febbraio riesce nell'impresa di battere in quattro set Federer a Friburgo (Svizzera) nell'incontro valido per il primo turno di Coppa Davis. Nella terza giornata vince anche il secondo singolare contro Marco Chiudinelli, che vale il 5-0 con cui gli Stati Uniti superano la Svizzera. Verso la fine di febbraio raggiunge i quarti in singolare e la semifinale in doppio a Memphis, la settimana successiva viene eliminato in semifinale a Delray Beach. Subito dopo arriva per la prima volta in finale in un Masters 1000 a Indian Wells, battendo in semifinale il nº1 mondiale Đoković con il punteggio di 7–6, 3–6, 7–6 e perdendo all'atto conclusivo da Roger Federer per 6–7 3–6. Nel Masters 1000 californiano giunge in finale anche in doppio in coppia con Querrey, perdendo in due set da Marc López/Rafael Nadal. A fine torneo entra per la prima volta nella top 10 del ranking in singolare il 19 marzo e il 2 aprile ottiene il suo best ranking in doppio, arrivando al 26º posto. Dopo essere stato eliminato al terzo turno a Miami all'inizio di aprile vince in Coppa Davis a Monte-Carlo i singolari contro i francesi Gilles Simon e Tsonga, contribuendo alla vittoria per 3–2 degli Stati Uniti che approdano in semifinale.
La settimana successiva perde in tre set la finale sulla terra battuta di Houston contro Juan Mónaco. Nella stagione europea su terra rossa esce al secondo turno nei Masters 1000 di Madrid e Roma, al terzo turno a Nizza e di nuovo al secondo turno al Roland Garros, dove perde contro Paul-Henri Mathieu per 7–6, 4–6, 4–6, 6–3, 16–18 dopo 5 ore e 41 minuti di gioco il secondo match più lungo nella storia del torneo fino ad allora. Dopo l'eliminazione a Wimbledon al primo turno, si conferma a luglio campione a Newport battendo in finale Lleyton Hewitt per 7–6, 6–4, mentre ad Atlanta viene sconfitto in semifinale in tre set da Roddick. Debutta alle Olimpiadi ai Giochi di Londra e viene eliminato nei quarti dal nº1 al mondo Roger Federer dopo avere superato negli ottavi il nº8 Janko Tipsarević; nel torneo di doppio esce al primo turno in coppia con Roddick. Viene sconfitto in due set da Richard Gasquet in semifinale alla Rogers Cup di Toronto. Il 25 agosto si conferma campione anche a Winston-Salem per il suo quinto titolo ATP, battendo in tre set Tsonga in semifinale e Tomáš Berdych in finale. Agli US Open non va oltre il terzo turno, sconfitto in cinque set da Philipp Kohlschreiber. Subito dopo subisce due sconfitte nei singolari contro David Ferrer e Nicolás Almagro nella semifinale di Coppa Davis a Gijón vinta 3–1 dalla Spagna. Chiude la stagione 14º del ranking dopo essere stato 9º il 16 aprile e per 15 settimane nella top 10, diventando il primo tennista statunitense.

### 2013: seconda finale in un Masters 1000 e due titoli ATP
A inizio febbraio partecipa alla sfida valida per il primo turno di Coppa Davis contro il Brasile disputata a Jacksonville. Vince il primo singolare contro Thiago Alves in tre set e nella terza giornata il Brasile si porta sul 2–2 con la vittoria in cinque set di Thomaz Bellucci su Isner. Gli USA accedono ai quarti grazie alla vittoria di Querrey nell'ultimo singolare. Isner viene quindi battuto in semifinale da Tommy Haas a San Jose e da Édouard Roger-Vasselin a Delray Beach. Dopo le premature eliminazioni nei Masters 1000 di marzo sul cemento americano il 5 aprile perde in tre set da Đoković il primo singolare dei quarti di Coppa Davis a Boise, che vedono la Serbia imporsi per 3–1. Il 14 aprile vince per la prima volta il torneo ATP di Houston (primo titolo sulla terra battuta), battendo 6–3, 7–5 in finale Nicolás Almagro.

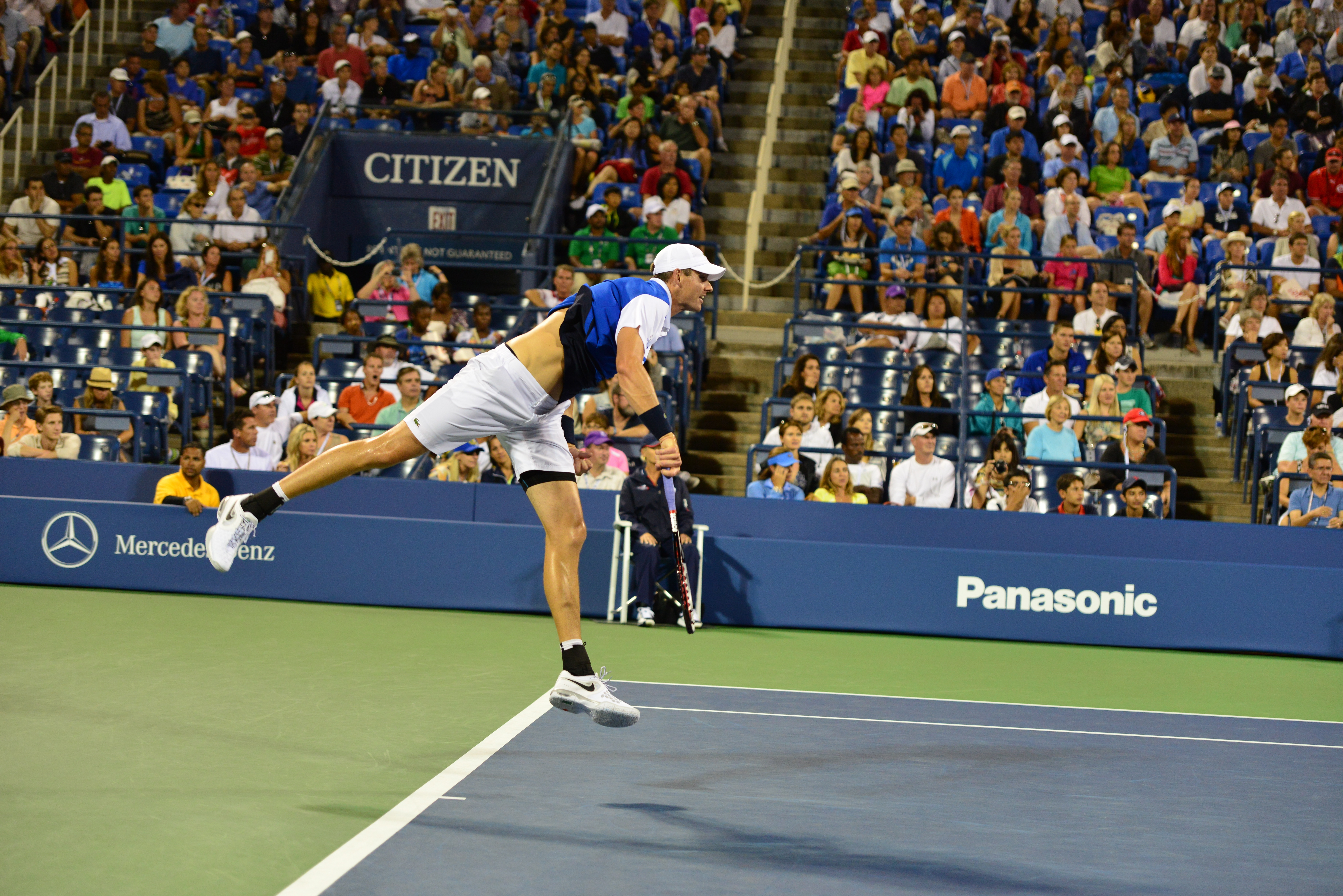
Isner al servizio in un match degli US Open 2013

Sulla terra rossa europea supera il secondo turno solo al Roland Garros, dove viene eliminato al terzo da Tommy Haas al termine di una battaglia vinta dal tedesco 10–8 al quinto set. Si ritira durante l'incontro del secondo turno a Wimbledon per un infortunio al ginocchio destro. Rientra due settimane dopo e viene sconfitto in tre set da Lleyton Hewitt nella semifinale a Newport. Vince quindi per la prima volta il titolo ad Atlanta superando dopo tre tiebreak Kevin Anderson, la settimana successiva perde in tre set la finale a Washington contro del Potro. Al Miami Masters viene eliminato a sorpresa al primo turno ma conferma di essere in grande forma al successivo Masters 1000 di Cincinnati, dove batte nell'ordine Florian Mayer, il nº11 ATP Richard Gasquet, il nº10 Milos Raonic, il nº1 Đoković nei quarti per 7–6, 3–6, 7–5, il nº7 del Potro per 6–7, 7–6, 6–3 in semifinale e perde in finale dal nº3 del mondo Nadal con lo score di 6–7, 6–7. Come l'anno precedente, è Kohlschreiber a fermarlo al terzo turno degli US Open, questa volta in quattro set. Negli ultimi tornei del 2013 raggiunge i quarti solo all'ATP 500 di Pechino e viene battuto al terzo turno da Đoković al Masters 1000 di Parigi-Bercy. Per il quarto anno consecutivo termina la stagione nella top 20, al 14º posto, mentre gli scarsi risultati ottenuti nei pochi tornei di doppio disputati lo relegano in 193ª posizione.

### 2014: due titoli ATP
Coglie il primo successo della stagione ad Auckland battendo in finale Lu Yen-hsun, ma è costretto al ritiro nel match di esordio agli Australian Open per un infortunio al piede. Raggiunge poi le semifinali prima a Delray Beach e poi a Indian Wells, dove viene battuto da Đoković in tre set e dove raggiunge la semifinale anche in doppio in coppia con Querrey. Al successivo Miami Masters viene eliminato negli ottavi da Berdych. Raggiunge gli ottavi anche al Madrid Masters, perdendo da Ferrer. Raggiunge per la prima volta il quarto turno al Roland Garros, dove è Berdych a negargli l'accesso ai quarti. Si migliora anche a Wimbledon arrivando al terzo turno e perdendo da Feliciano López.
Torna al successo in luglio aggiudicandosi per il secondo anno consecutivo il torneo ATP 250 di Atlanta, superando in finale Dudi Sela in due set. Battuto negli ottavi da Andy Murray al Cincinnati Masters e ai quarti da Lukáš Rosol a Winston-Salem, per il terzo anno consecutivo perde al terzo turno degli US Open contro Kohlschreiber. A settembre vince entrambi i singolari nei play-off di Coppa Davis nei quali gli USA superano 5–0 la Slovacchia. Nella tournée cinese, viene sconfitto da Berdych nei quarti a Pechino e da Feliciano López negli ottavi allo Shanghai Masters. In primavera resta per sei settimane nella top 10 e chiude la stagione al 19º posto ATP.

### 2015: un titolo ATP

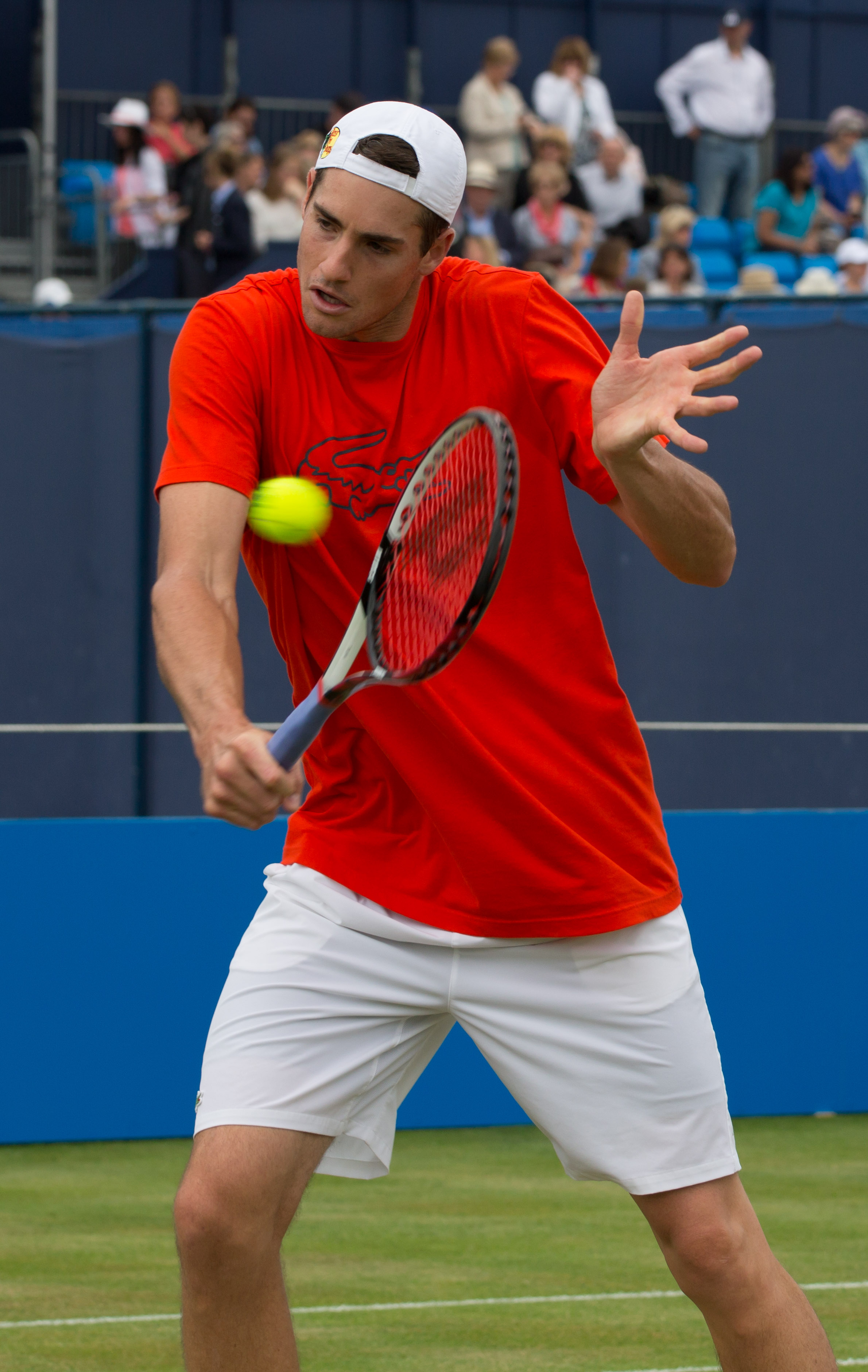
John Isner al torneo del Queen's di Londra nel 2015

Inizia la stagione raggiungendo il terzo turno all'Australian Open e i quarti a Memphis. Nel Masters 1000 di Miami supera Grigor Dimitrov, Milos Raonic e Kei Nishikori prima di essere sconfitto 6–7, 2–6 in semifinale da Đoković; anche nel torneo di doppio in coppia con Querrey si spinge in semifinale, dove viene battuto in due set dai fratelli Bryan. Perde nuovamente dal campione serbo al terzo turno del successivo Indian Wells Masters. Ottiene buoni risultati anche sulla terra battuta in Europa arrivando al terzo turno a Monte Carlo, nei quarti a Madrid e in semifinale a Nizza, dove perde da Dominic Thiem. Al Roland Garros non va oltre il secondo turno.
Perde in semifinale sull'erba del Queen's a Londra, e al terzo turno a Wimbledon viene sconfitto 10–12 al quinto set dal nº9 ATP Marin Čilić. A luglio difende il titolo ad Atlanta battendo in due set Marcos Baghdatis in finale. La settimana dopo viene sconfitto da Nishikori nella finale dell'ATP 500 di Washington. Dopo i quarti al Masters 1000 di Montreal e l'eliminazione al primo turno a Cincinnati, viene sconfitto al quarto turno degli US Open da Federer. Chiude la stagione con le sconfitte al terzo turno dello Shanghai Masters e nei quarti a Parigi-Bercy, dopo avere superato Federer in tre set, risultati che gli valgono l'11ª posizione nel ranking di fine anno.

### 2016: terza finale in un Masters 1000
Apre il 2016 con la sconfitta nei quarti ad Auckland contro Roberto Bautista Agut, che si aggiudicherà il trofeo. Subito dopo perde in tre set al quarto turno dell'Australian Open 2016 da David Ferrer. Vince entrambi i singolari nel primo turno di Coppa Davis contro gli australiani Bernard Tomić e Samuel Groth, regalando agli Stati Uniti l'accesso ai quarti di finale. L'unico risultato di rilievo del periodo successivo è il quarto turno raggiunto all'Indian Wells Masters, dove ancora una volta deve soccombere a Nishikori.
Salta quasi tutta la stagione sulla terra rossa ma partecipa al Roland Garros 2016 arrivando per la seconda volta in carriera al quarto turno, dove a sconfiggerlo è il futuro finalista Andy Murray. A Wimbledon viene battuto al terzo turno dal nº12 ATP Jo-Wilfried Tsonga al termine di un lunghissimo incontro in cui il francese si aggiudica il quinto set con lo score di 19–17. Alla sua quarta finale consecutiva dell'Atlanta Open, Isner perde in due set da Nick Kyrgios. Non si presenta al torneo olimpico di Rio de Janeiro, preferendo concentrarsi sulla stagione americana che porta agli US Open.

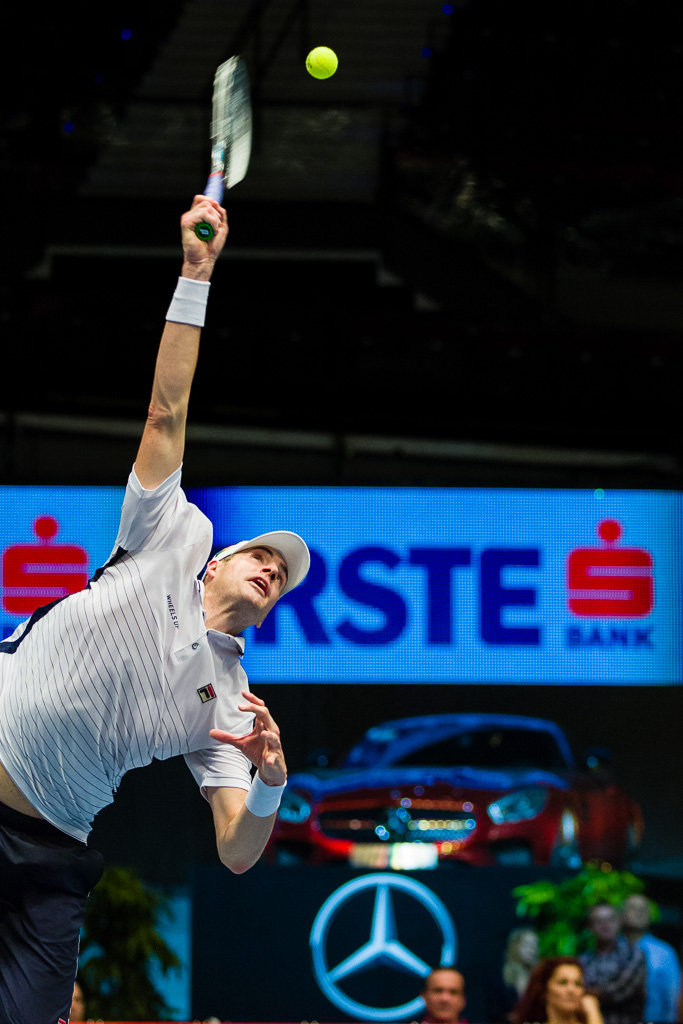
L'esplosivo servizio di Isner nel 2016

Perde dopo tre anni il primato tra i tennisti statunitensi in favore di Steve Johnson con l'eliminazione al secondo turno a Cincinnati. Agli US Open si ferma al terzo turno, battuto in quattro set da Kyle Edmund. Allo Shanghai Masters vince in coppia con Jack Sock il suo secondo trofeo di doppio in un Masters 1000. All'ultimo Masters 1000 stagionale di Parigi-Bercy arriva in finale superando David Ferrer e Marin Čilić prima di essere sconfitto da Andy Murray, che grazie a questa vittoria diventa il nuovo numero 1 del mondo. Per la prima volta dal 2009, Isner chiude la stagione senza avere vinto alcun titolo, ma con i risultati ottenuti a Parigi-Bercy rientra nella top 20 del ranking e al primo posto tra i tennisti statunitensi.

### 2017: due titoli ATP
Partecipa al torneo di Auckland e viene sconfitto nei quarti di finale dalla testa di serie numero 7 Steve Johnson. Sul cemento di Memphis raggiunge nuovamente i quarti di finale, venendo battuto dallo statunitense Donald Young. Partecipa al torneo di Houston raggiungendo ancora i quarti di finale, per la prima volta nel 2017 sulla terra rossa, venendo sconfitto da Ernesto Escobedo. Il suo miglior risultato stagionale arriva agli Internazionali BNL d'Italia, dove raggiunge la semi-finale, battendo Albert Ramos Viñolas, Florian Mayer, la testa di serie numero 3 Stan Wawrinka e la testa di serie numero 6 Marin Čilić. A un passo dalla finale viene sconfitto dal futuro vincitore del torneo, il tedesco Alexander Zverev, con il punteggio di 4–6, 7–6, 1–6. Sull'erba di Eastbourne raggiunge i quarti di finale, venendo eliminato dal francese Richard Gasquet. Non va oltre il secondo turno a Wimbledon sconfitto da Dudi Sela in cinque set.
Il 23 luglio vince il Torneo di Newport battendo in finale l'australiano Matthew Ebden con il punteggio di 6–3, 7–6, conquistando così il suo 11º titolo in singolare in carriera. La settimana successiva conquista il torneo di Atlanta, per la quarta volta in carriera, superando in finale Ryan Harrison con il punteggio di 7–6(6), 7–6(7).
Dopo essersi ritirato dal torneo di Washington scende in campo a Montréal dove viene subito eliminato da Juan Martín del Potro con un doppio 7–5. La settimana successiva a Cincinnati dopo avere superato al primo turno il serbo Troicki, batte tre connazionali Paul, Tiafoe e Donaldson. Approda così in semifinale senza perdere set, ma viene sconfitto con due tie-break da Grigor Dimitrov. Scende in campo anche a Winston-Salem e dopo un bye al primo turno, batte al secondo Andrej Kuznecov 2–6, 7–6(5), 6–3, perde poi da Borna Ćorić 7–5, 6–2, nel turno successivo. Allo US Open è testa di serie numero dieci, elimina al primo turno Pierre-Hugues Herbert, al secondo Chung Hyeon e viene fermato al terzo da Miša Zverev. Tra i risultati di fine stagione vi sono i quarti di finale raggiunti a Pechino, dove viene eliminato da Nadal, il terzo turno allo Shanghai Masters e la semifinale a Parigi-Bercy, dove perde a sorpresa dal nº77 ATP Filip Krajinović dopo avere battuto Diego Schwartzman, Grigor Dimitrov e nei quarti Juan Martín del Potro.

### 2018, l'anno migliore: primo titolo Masters 1000 in singolare, prima semifinale in uno Slam e numero 8 ATP
Apre la stagione senza mai superare il secondo turno nei primi sei tornei disputati, tra i quali l'Australian Open. Al Masters 1000 di Indian Wells vince con Jack Sock il torneo di doppio battendo in finale i fratelli Bryan con due tiebreak. Conquista il primo Masters 1000 in carriera in singolare al Miami Open battendo in finale Alexander Zverev con il punteggio di 6–7, 6–4, 6–4, risultato che gli consente di tornare alla 9ª posizione del ranking. Zverev si prende la rivincita a maggio battendolo nei quarti al Madrid Masters. Al quarto turno del Roland Garros viene eliminato in tre set da del Potro.
A Wimbledon raggiunge per la prima volta in carriera una semifinale in un torneo dello Slam, l'accesso alla finale gli viene negato da Kevin Anderson, che vince 26–24 il quinto set dopo una battaglia durata 6 ore e 36 minuti, il quarto incontro più lungo nella storia del tennis fino a quel momento. Questo risultato gli garantisce l'8º posto nella classifica mondiale, suo nuovo best ranking. Due settimane dopo vince il suo quinto titolo all'Atlanta Open battendo in tre set Ryan Harrison. Conferma il buon momento di forma agli US Open arrivando nei quarti, dove viene eliminato in quattro set da del Potro. Salta la trasferta asiatica in occasione della nascita della figlia, al rientro a ottobre arriva in semifinale a Stoccolma e viene eliminato dal qualificato Ernests Gulbis. Finisce il 2018 partecipando per la prima volta alle ATP Finals e viene eliminato nel round robin con le tre sconfitte subite da Đoković, Čilić e Alexander Zverev.

### 2019: quinta finale in un Masters 1000 e quindicesimo titolo
Nei primi tornei di stagione ad Auckland e all'Australian Open perde al primo incontro disputato. Al rientro in America raggiunge tre semifinali consecutive negli ATP 250 di New York e Delray Beach, e nell'ATP 500 di Acapulco. Al quarto turno dell'Indian Wells Masters perde contro Karen Chačanov. Al successivo Masters 1000 di Miami arriva in finale per la seconda volta consecutiva e Federer gli nega il secondo trionfo sconfiggendolo con il punteggio di 1–6, 4–6; nel torneo di doppio si spinge fino ai quarti. Un infortunio al piede sinistro lo costringe a saltare la stagione europea sulla terra rossa e nel periodo di convalescenza esce dalla top 10.
Tre mesi dopo fa il suo rientro nel circuito a Wimbledon e viene battuto al secondo turno in cinque set da Michail Kukuškin. Torna in campo a Newport, dove conquista il quindicesimo titolo, battendo in finale Aleksandr Bublik con il punteggio di 7–6, 6–3. Negli altri tornei che precedono gli US Open non ottiene risultati di rilievo e nello Slam newyorkese esce di scena al terzo turno per mano di Marin Čilić. Nella successiva Laver Cup vince contro Zverev e perde da Federer, il suo successo insieme a Sock nell'incontro di doppio non impedisce al Team Europe di aggiudicarsi il trofeo. Viene eliminato al terzo turno all'ATP 500 di Pechino e allo Shanghai Masters, rispettivamente da Tsitsipas e da Đoković, chiudendo la stagione al 19º posto del ranking.

### 2020: due semifinali ATP e discesa nel ranking

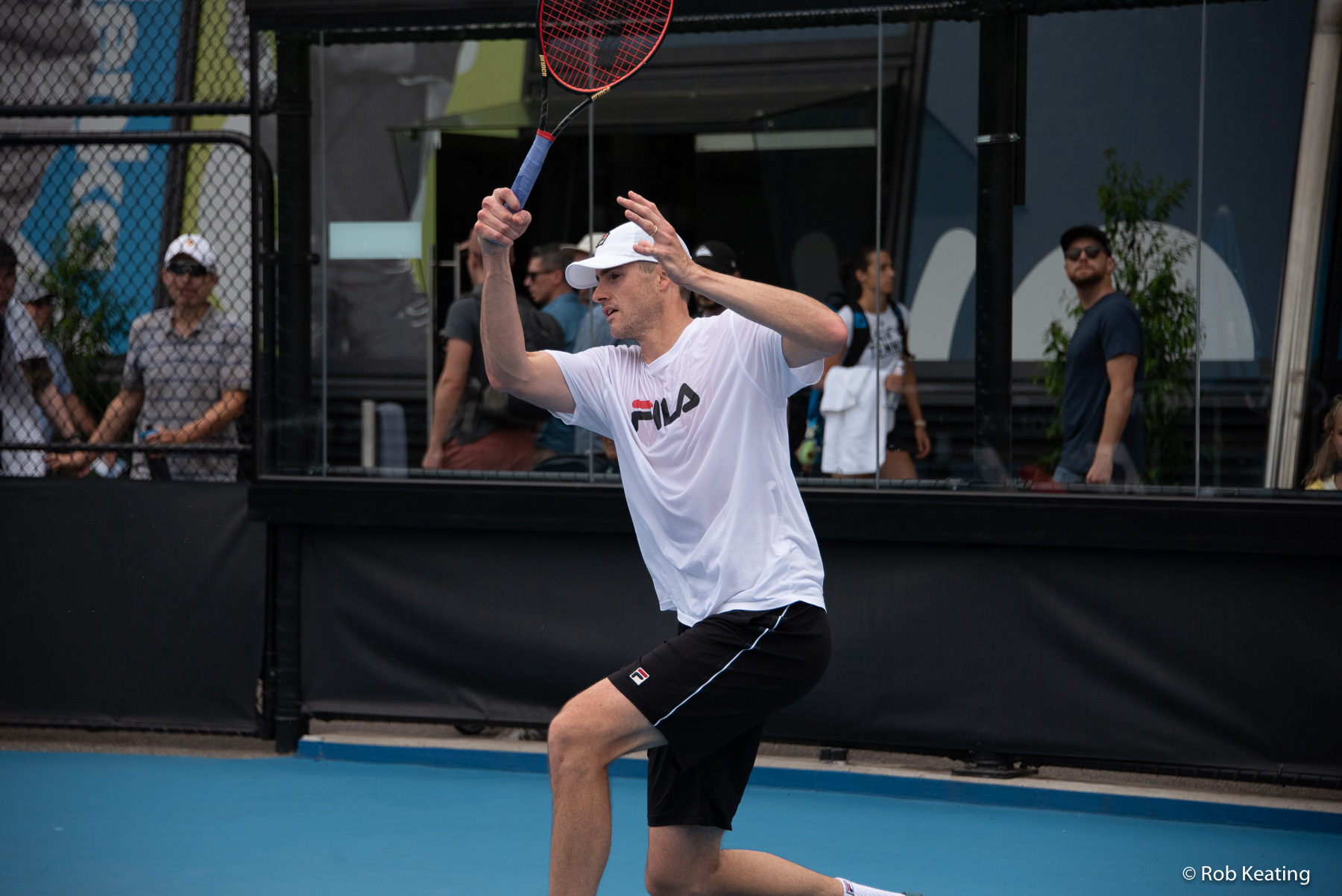
Isner agli Australian Open 2020

Inizia la stagione partecipando alla prima edizione della ATP Cup, perde tutti e tre gli incontri giocati in singolare e gli Stati Uniti finiscono ultimi nel girone vinto dalla Russia. Sconfitto in semifinale da Ugo Humbert a Auckland, un problema al piede sinistro lo costringe al ritiro durante il match di terzo turno all'Australian Open. Viene eliminato in semifinale anche ad Acapulco, sconfitto in tre set da Taylor Fritz. Ha quindi inizio la lunga pausa dovuta alla pandemia di COVID-19 e torna a giocare in agosto al Cincinnati Open, disputato a New York, nel quale viene battuto da Tsitsipas al terzo turno. Chiude la stagione in anticipo dopo la sconfitta al primo turno degli US Open e quella al secondo turno del Roland Garros, e a fine anno si ritrova al 25º posto del ranking, la posizione più bassa dall'ottobre del 2016.

### 2021: un titolo in singolare e uno in doppio
Apre la stagione perdendo contro Sebastian Korda nei quarti a Delray Beach. I problemi derivati dalla pandemia lo portano a saltare i successivi tornei, compreso l'Australian Open, per passare più tempo con la famiglia. Si ripresenta in marzo ad Acapulco e viene eliminato al secondo turno da Tsitsipas. A Miami viene sconfitto nel tie break decisivo del quarto turno da Roberto Bautista Agut dopo aver battuto Félix Auger-Aliassime. Dopo un altro mese lontano dal circuito rientra a Madrid, al secondo turno si prende la rivincita su Bautista Agut, al terzo ha la meglio sul nº 7 ATP Andrej Rublëv e viene eliminato nei quarti dal nº 4 Dominic Thiem. Al terzo turno dell'Open di Francia subisce la quarta sconfitta consecutiva inflittagli da Tsitsipas, mentre non supera il primo turno a Wimbledon. Il 25 luglio torna ad aggiudicarsi un titolo dopo due anni vincendo il torneo di doppio di Los Cabos in coppia con il messicano Hans Hach Verdugo; nel torneo di singolare viene sconfitto in semifinale da Brandon Nakashima.
La settimana successiva vince per la sesta volta il titolo ad Atlanta, superando in due set nella finale lo stesso Nakashima. Al successivo Masters di Toronto raggiunge la semifinale sconfiggendo ottimi giocatori tra i quali il nº 7 mondiale Rublev, l'accesso alla finale gli viene negato da Daniil Medvedev che gli concede due soli giochi. Continua a risalire la classifica con il terzo turno raggiunto a Cincinnati, dopo aver eliminato Jannik Sinner,  e nonostante la sconfitta al primo turno degli US Open a fine settembre sale alla 21ª posizione, la più alta dall'agosto 2020. Partecipa alla Laver Cup, vinta dalla squadra europea, con un bilancio personale di una vittoria in doppio sui tre incontri disputati. Ritrova Sinner al terzo turno di Indian Wells, ma dà forfait prima dell'incontro per stare vicino alla moglie che sta per partorire il terzo figlio. Chiude la stagione a Torino per la fase finale di Coppa Davis e viene sconfitto in entrambi gli incontri di singolare, con gli Stati Uniti che vengono eliminati chiudendo all'ultimo posto del girone vinto dall'Italia. Saranno gli ultimi match nella sua carriera di Coppa Davis, che chiude con un bilancio di 17 vittorie e 13 sconfitte (15–13 in singolare e 2–0 in doppio).

### 2022: due titoli Masters 1000 e top 20 in doppio e una finale ATP in singolare
Inaugura la stagione all'ATP Cup, perde due dei tre incontri disputati in singolare e ne vince due su tre in doppio, con gli Stati Uniti che terminano all'ultimo posto del girone. Esce al turno di esordio al torneo Adelaide 2 e agli Australian Open. Torna a vincere due incontri consecutivi a Dallas e viene eliminato in semifinale da Reilly Opelka, raggiunge la semifinale anche in doppio in coppia con Jack Sock. Assieme a Hans Hach Verdugo arriva in semifinale di doppio anche ad Acapulco. Al terzo turno dell'Indian Wells Masters elimina il nº 14 ATP Diego Schwartzman e perde al quarto turno contro Grigor Dimitrov; trionfa nel torneo di doppio assieme a Jack Sock con il successo in finale su Santiago González / Édouard Roger-Vasselin, e rientra così dopo tre anni nella top 100 di doppio, in 52ª posizione. Vince anche il successivo Masters di Miami in coppia con Hubert Hurkacz superando in finale Wesley Koolhof / Neal Skupski e sale al 27º posto. Conferma il buon momento di forma una settimana più tardi raggiungendo la finale in singolare sulla terra battuta di Houston con i successi sui top 30 Frances Tiafoe e Cristian Garín, e viene sconfitto al secondo set da Reilly Opelka.
Sconfitto al secondo turno nei Masters 1000 di Madrid e Roma, rispettivamente da Cameron Norrie e Nadal, consegue ottimi risultati nei tornei di doppio; a Madrid raggiunge la semifinale in coppia con Hubert Hurkacz e migliora il best ranking che risaliva a 10 anni prima raggiungendo la 22ª posizione mondiale. Al Foro italico si spinge fino alla finale assieme a Diego Schwartzman e vengono sconfitti 10–12 nel set decisivo dagli specialisti Nikola Mektić / Mate Pavić, sale così al 20º posto del ranking e a luglio, nonostante non avesse più giocato in doppio, raggiunge il 14º. Si ferma al terzo turno in singolare al Roland Garros e a Wimbledon, dove colleziona una significativa vittoria contro Andy Murray. Inaugura il tour estivo americano con la semifinale persa contro Maxime Cressy a Newport. Con l'eliminazione nei quarti ad Atlanta e la mancata partecipazione al Canadian Open perde 25 posizioni nel ranking e scende alla 50ª. Si riscatta raggiungendo i quarti a Cincinnati con i successi su Bonzi, sul nº 10 ATP Hurkacz e Korda prima di perdere in tre set contro Tsitsipas. Agi US Open si ritira prima del match di secondo turno per una frattura al polso subita nel match precedente. Torna due mesi dopo al Paris Masters ed esce al secondo turno per mano di Rublëv.

### 2023: uscita dalla top 100 e ritiro
Comincia il 2023 con le eliminazioni al primo turno a Auckland e agli Australian Open, dove perde all'esordio anche in doppio. Nei quarti di finale vinti a Dallas contro Emilio Gómez diventa il primo tennista a vincere 500 tie-break in carriera, in semifinale supera in rimonta Jeffrey John Wolf, e viene sconfitto in finale dalla rivelazione del torneo Wu Yibing dopo aver sprecato 4 match ball e aver messo a segno 44 ace, terza prestazione di sempre in un incontro al meglio dei 3 set dopo i 45 di Ivo Karlović ad Halle 2015e i 47 di Milos Raonic a Londra 2024. Perde al primo turno in singolare nei successivi 4 tornei tra cui l'Indian Wells Masters, dove si spinge fino in semifinale in doppio assieme a Jack Sock. A inizio aprile si prende una pausa, rientra a fine maggio al Roland Garros e viene sconfitto al primo turno; a fine torneo esce dalla top 100 nella quale si trovava ininterrottamente da 14 anni. Eliminato al primo turno anche a Wimbledon, si riscatta raggiungendo la semifinale a Newport, persa in 3 set contro la rivelazione del torneo Alex Michelsen dopo aver battuto Tommy Paul.
Il 23 agosto annuncia tramite i social l'addio all'attività agonistica al termine degli US Open 2023. Nello Slam newyorkese vince il suo ultimo incontro in singolare da professionista superando Facundo Díaz Acosta e al secondo turno viene sconfitto al tie-break del quinto set da Michael Mmoh dopo aver condotto per due set a 0. Quello stesso giorno gioca poi anche il suo ultimo incontro di doppio, e in coppia con Jack Sock viene eliminato in tre set da Robert Galloway / Albano Olivetti. Chiude la carriera con 489 vittorie in singolare nel circuito maggiore, con le quali è entrato nella top 60 dei giocatori con il maggior numero di successi, e portando il proprio record mondiale di ace in incontri del circuito maggiore a 14.470.

## Stile di gioco
È un giocatore offensivo che basa il suo gioco su servizio e diritto potenti per poter conquistare velocemente la rete e guadagnare così il punto.
Il suo colpo migliore è il servizio, considerato all’unanimità uno dei più potenti ed efficaci nella storia del tennis e composto da una prima palla tra le più veloci mai registrate nei tornei professionistici (è suo infatti il record riconosciuto dall'ATP del servizio più veloce di sempre a 253 km/h) e una seconda dal rimbalzo molto alto, poiché spesso servita in kick.
Dotato di una mobilità non eccezionale, comunque ragguardevole se rapportata alla mole, è inoltre in possesso di buona manualità nei pressi della rete, affinata nella pratica frequente del serve&volley che lo ha reso un ottimo doppista.

## Vita privata
John Isner ha due fratelli ed è simpatizzante dei repubblicani, nonostante il padre Bob sia esponente del partito democratico. Dopo il diploma superiore conseguito alla Walter Hines Page Senior High School a Greensboro, si è laureato alla University of Georgia in scienze della comunicazione. Ha vissuto per alcuni anni a Tampa, in Florida, dove si allenava con James Blake e Mardy Fish.
In seguito si è trasferito a Dallas, la città della moglie Madison McKinley che ha sposato il 4 dicembre 2017 e con la quale ha avuto il 15 settembre 2018 la figlia Hunter. L'anno successivo la coppia ha avuto il secondogenito John Hobbs e il 12 ottobre 2021 il terzogenito James ‘Mack’ McKinley. È attivo in opere di beneficenza, raccoglie fondi per l'ospedale UNC Lineberger Comprehensive Cancer Center, dove la madre è stata operata con successo, ed è uno dei promotori della campagna di beneficenza Aces for Animals. È tifoso delle squadre di football americano dei Carolina Panthers e della University of Georgia.

## Statistiche

### Singolare

#### Vittorie (16)
| Legenda              |
| Grande Slam (0)      |
| ATP Finals (0)       |
| ATP Masters 1000 (1) |
| ATP Tour 500 (0)     |
| ATP Tour 250 (15)    |

| Legenda superfici |
| Cemento (11)      |
| Terra (1)         |
| Erba (4)          |

| N.  | Data            | Torneo                                         | Superficie  | Avversari in finale | Punteggio              |
| 1.  | 16 gennaio 2010 | Heineken Open, Auckland                        | Cemento     | Arnaud Clément      | 6–3, 5–7, 7–6(2)       |
| 2.  | 10 luglio 2011  | Hall of Fame Tennis Championships, Newport     | Erba        | Olivier Rochus      | 6–3, 7–6(6)            |
| 3.  | 27 agosto 2011  | Pilot Pen Tennis, Winston-Salem                | Cemento     | Julien Benneteau    | 4–6, 6–3, 6–4          |
| 4.  | 15 luglio 2012  | Hall of Fame Tennis Championships, Newport (2) | Erba        | Lleyton Hewitt      | 7–6(1), 6–4            |
| 5.  | 25 agosto 2012  | Pilot Pen Tennis, Winston-Salem (2)            | Cemento     | Tomáš Berdych       | 3–6, 6–4, 7–6(9)       |
| 6.  | 14 aprile 2013  | U.S. Men's Clay Court Championships, Houston   | Terra rossa | Nicolás Almagro     | 6–3, 7–5               |
| 7.  | 28 luglio 2013  | Atlanta Open, Atlanta                          | Cemento     | Kevin Anderson      | 6(3)–7, 7–6(2), 7–6(2) |
| 8.  | 11 gennaio 2014 | Heineken Open, Auckland (2)                    | Cemento     | Lu Yen-hsun         | 7–6(4), 7–6(7)         |
| 9.  | 27 luglio 2014  | Atlanta Open, Atlanta (2)                      | Cemento     | Dudi Sela           | 6–3, 6–4               |
| 10. | 2 agosto 2015   | Atlanta Open, Atlanta (3)                      | Cemento     | Marcos Baghdatis    | 6–3, 6–3               |
| 11. | 23 luglio 2017  | Hall of Fame Tennis Championships, Newport (3) | Erba        | Matthew Ebden       | 6–3, 7–6(4)            |
| 12. | 30 luglio 2017  | Atlanta Open, Atlanta (4)                      | Cemento     | Ryan Harrison       | 7–6(6), 7–6(7)         |
| 13. | 1º aprile 2018  | Miami Open, Miami                              | Cemento     | Alexander Zverev    | 6(4)–7, 6–4, 6–4       |
| 14. | 29 luglio 2018  | Atlanta Open, Atlanta (5)                      | Cemento     | Ryan Harrison       | 5–7, 6–3, 6–4          |
| 15. | 21 luglio 2019  | Hall of Fame Tennis Championships, Newport (4) | Erba        | Aleksandr Bublik    | 7–6(2), 6–3            |
| 16. | 1º agosto 2021  | Atlanta Open, Atlanta (6)                      | Cemento     | Brandon Nakashima   | 7–6(8), 7–5            |

#### Finali perse (15)
| Legenda                                     |
| Grande Slam (0)                             |
| ATP Finals (0)                              |
| ATP Masters 1000 (4)                        |
| ATP Tour 500 (3)                            |
| ATP International Series / ATP Tour 250 (8) |

| N.  | Data             | Torneo                                             | Superficie  | Avversari in finale   | Punteggio               |
| 1.  | 5 agosto 2007    | Legg Mason Tennis Classic, Washington              | Cemento     | Andy Roddick          | 4–6, 6(4)–7             |
| 2.  | 21 febbraio 2010 | U.S. National Indoor Tennis Championships, Memphis | Cemento (i) | Sam Querrey           | 7–6(3), 6(5)–7, 3–6     |
| 3.  | 9 maggio 2010    | Serbia Open, Belgrado                              | Terra rossa | Sam Querrey           | 6–3, 6(4)–7, 4–6        |
| 4.  | 25 luglio 2010   | Atlanta Tennis Championships, Atlanta              | Cemento     | Mardy Fish            | 6–4, 4–6, 6(4)–7        |
| 5.  | 24 luglio 2011   | Atlanta Tennis Championships, Atlanta (2)          | Cemento     | Mardy Fish            | 6–3, 6(6)–7, 2–6        |
| 6.  | 19 marzo 2012    | BNP Paribas Open, Indian Wells                     | Cemento     | Roger Federer         | 6(7)–7, 3–6             |
| 7.  | 15 aprile 2012   | U.S. Men's Clay Court Championships, Houston       | Terra rossa | Juan Mónaco           | 2–6, 6–3, 3–6           |
| 8.  | 4 agosto 2013    | Citi Open, Washington(2)                           | Cemento     | Juan Martín del Potro | 3–6, 6–1, 6–2           |
| 9.  | 18 agosto 2013   | Western & Southern Open, Cincinnati                | Cemento     | Rafael Nadal          | 6(8)–7, 6(3)–7          |
| 10. | 9 agosto 2015    | Citi Open, Washington(3)                           | Cemento     | Kei Nishikori         | 6–4, 4–6, 4–6           |
| 11. | 7 agosto 2016    | Atlanta Open, Atlanta (3)                          | Cemento     | Nick Kyrgios          | 6(3)–7, 6(4)–7          |
| 12. | 6 novembre 2016  | Rolex Paris Masters, Parigi-Bercy                  | Cemento (i) | Andy Murray           | 3–6, 7–6(4), 4–6        |
| 13. | 31 marzo 2019    | Miami Open, Miami                                  | Cemento     | Roger Federer         | 1–6, 4–6                |
| 14. | 10 aprile 2022   | U.S. Men's Clay Court Championships, Houston (2)   | Terra rossa | Reilly Opelka         | 3–6, 6(7)–7             |
| 15. | 12 febbraio 2023 | Dallas Open, Dallas                                | Cemento (i) | Wu Yibing             | 7–6(4), 6(3)–7, 6(12)–7 |

### Doppio

#### Vittorie (8)
| Legenda                                     |
| Grande Slam (0)                             |
| ATP Finals (0)                              |
| ATP Masters 1000 (5)                        |
| ATP Tour 500 (1)                            |
| ATP International Series / ATP Tour 250 (2) |

| N. | Data             | Torneo                                             | Superficie  | Compagno          | Avversari in finale                      | Punteggio        |
| 1. | 7 luglio 2008    | Campbell's Hall of Fame Championships, Newport     | Erba        | Mardy Fish        | Rohan Bopanna Aisam-ul-Haq Qureshi       | 6–4, 7–6(1)      |
| 2. | 21 febbraio 2010 | U.S. National Indoor Tennis Championships, Memphis | Cemento (i) | Sam Querrey       | Ross Hutchins Jordan Kerr                | 6–4, 6–4         |
| 3. | 15 maggio 2011   | Internazionali d'Italia, Roma                      | Terra rossa | Sam Querrey       | Mardy Fish Andy Roddick                  | w/o              |
| 4. | 16 ottobre 2016  | Shanghai Rolex Masters, Shanghai                   | Cemento     | Jack Sock         | Henri Kontinen John Peers                | 6–4, 6–4         |
| 5. | 17 marzo 2018    | BNP Paribas Open, Indian Wells                     | Cemento     | Jack Sock         | Bob Bryan Mike Bryan                     | 7–6(4), 7–6(2)   |
| 6. | 25 luglio 2021   | Los Cabos Open, Los Cabos                          | Cemento     | Hans Hach Verdugo | Hunter Reese Sem Verbeek                 | 5–7, 6–2, [10–4] |
| 7. | 20 marzo 2022    | BNP Paribas Open, Indian Wells (2)                 | Cemento     | Jack Sock         | Santiago González Édouard Roger-Vasselin | 7–6(4), 6–3      |
| 8. | 3 aprile 2022    | Miami Open, Miami                                  | Cemento     | Hubert Hurkacz    | Wesley Koolhof Neal Skupski              | 7–6(5), 6–4      |

#### Finali perse (6)
| Legenda              |
| Grande Slam (0)      |
| ATP Finals (0)       |
| ATP Masters 1000 (3) |
| ATP Tour 500 (2)     |
| ATP Tour 250 (1)     |

| N. | Data           | Torneo                                       | Superficie  | Compagno          | Avversari in finale       | Punteggio            |
| 1. | 2 maggio 2010  | Internazionali BNL d'Italia, Roma            | Terra rossa | Sam Querrey       | Bob Bryan Mike Bryan      | 2–6, 3–6             |
| 2. | 9 aprile 2011  | U.S. Men's Clay Court Championships, Houston | Terra rossa | Sam Querrey       | Bob Bryan Mike Bryan      | 7–6(4), 2–6, [5–10]  |
| 3. | 18 marzo 2012  | BNP Paribas Open, Indian Wells               | Cemento     | Sam Querrey       | Marc López Rafael Nadal   | 2–6, 6(3)–7          |
| 4. | 4 marzo 2017   | Open del Messico, Acapulco                   | Cemento     | Feliciano López   | Jamie Murray Bruno Soares | 3–6, 3–6             |
| 5. | 8 ottobre 2017 | China Open, Pechino                          | Cemento     | Jack Sock         | Henri Kontinen John Peers | 3–6, 6–3, [7–10]     |
| 6. | 15 maggio 2022 | Internazionali d'Italia, Roma (2)            | Terra rossa | Diego Schwartzman | Nikola Mektić Mate Pavić  | 2–6, 7–6(6), [10–12] |

## Risultati in progressione
| Sigla | Risultato               |
| ----- | ----------------------- |
| V     | Vincitore               |
| F     | Finalista               |
| SF    | Semifinalista           |
| O     | Oro olimpico            |
| A     | Argento olimpico        |
| SF    | Bronzo olimpico         |
| QF    | Quarti di Finale        |
| 4T    | Quarto turno            |
| 3T    | Terzo turno             |
| 2T    | Secondo turno           |
| 1T    | Primo turno             |
| RR    | Round Robin             |
| LQ    | Turno di qualificazione |
| A     | Assente                 |
| ND    | Non disputato           |

| Legenda superfici    |
| -------------------- |
| Cemento              |
| Terra battuta        |
| Erba                 |
| Superficie variabile |

### Singolare
| Torneo                     | 2007 | 2008 | 2009 | 2010 | 2011 | 2012 | 2013 | 2014 | 2015 | 2016 | 2017 | 2018 | 2019 | 2020 | 2021 | 2022 | Carriera V-P |
| -------------------------- | ---- | ---- | ---- | ---- | ---- | ---- | ---- | ---- | ---- | ---- | ---- | ---- | ---- | ---- | ---- | ---- | ------------ |
| Tornei Grande Slam         |      |      |      |      |      |      |      |      |      |      |      |      |      |      |      |      |              |
| Australian Open, Melbourne | A    | 1T   | 1T   | 4T   | 3T   | 3T   | A    | 1T   | 3T   | 4T   | 2T   | 1T   | 1T   | 3T   | A    | 1T   | 15–13        |
| Roland Garros, Parigi      | A    | 1T   | A    | 3T   | 1T   | 2T   | 3T   | 4T   | 2T   | 4T   | 3T   | 4T   | A    | 2T   | 3T   | 3T   | 22-13        |
| Wimbledon, Londra          | A    | 1T   | A    | 2T   | 2T   | 1T   | 2T   | 3T   | 3T   | 3T   | 2T   | SF   | 2T   | ND   | 1T   | 3T   | 18–13        |
| US Open, New York          | 3T   | 1T   | 4T   | 3T   | QF   | 3T   | 3T   | 3T   | 4T   | 3T   | 3T   | QF   | 3T   | 1T   | 1T   | 2T   | 31-16        |
| Vittorie-Sconfitte         | 2–1  | 0–4  | 3–2  | 8–4  | 7–4  | 5-4  | 5-3  | 7-4  | 8-4  | 10-4 | 6-4  | 12-4 | 3-3  | 3-3  | 2-3  | 5-4  | 86–55        |
| Statistiche carriera       |      |      |      |      |      |      |      |      |      |      |      |      |      |      |      |      |              |
| Finali ATP Tour            | 1    | 0    | 0    | 4    | 3    | 4    | 4    | 2    | 2    | 2    | 2    | 2    | 2    | 0    | 1    | 1    | 30           |
| Tornei vinti               | 0    | 0    | 0    | 1    | 2    | 2    | 2    | 2    | 1    | 0    | 2    | 2    | 1    | 0    | 1    | 0    | 16           |
| Ranking di fine anno       | 107  | 145  | 34   | 19   | 18   | 14   | 14   | 19   | 11   | 19   | 15   | 10   | 19   | 24   | 24   | 41   | N/A          |